# Monroe City (Missouri)
Pour les articles homonymes, voir Monroe City et Monroe.
La ville de Monroe City est située dans les comtés de Marion, Monroe et Ralls, dans l’État du Missouri, aux États-Unis. Sa population s’élevait à 2 531 habitants lors du recensement de 2010, estimée à 2 441 habitants en 2016.

## Histoire
Monroe City a été établie en 1856 et a pris le nom du comté de Monroe.La ville dispose d’un bureau de poste depuis 1860.

## Source
- (en) Cet article est partiellement ou en totalité issu de l’article de Wikipédia en anglais intitulé « Monroe City, Missouri » (voir la liste des auteurs).

1. ↑  « Monroe County Place Names, 1928–1945 » [archive du 24 juin 2016], The State Historical Society of Missouri (consulté le 10 novembre 2016).
2. ↑  « Post Offices », Jim Forte Postal History (consulté le 10 novembre 2016).